# Aeroflot-Flug 8381
Der Aeroflot-Flug 8381 (Flugnummer: SU8381, Funkrufzeichen: AEROFLOT 8381) war ein innersowjetischer Linienflug von Tallinn nach Lwiw. Am 3. Mai 1985 ereignete sich auf dem Flug ein schwerer Flugunfall, als die an diesem Tag eingesetzte Tupolew Tu-134 bei Solotschiw in der Ukrainischen Sozialistischen Sowjetrepublik in der Luft mit einer Antonow An-26 der Luftstreitkräfte der Sowjetunion zusammenstieß, woraufhin beide Maschinen abstürzten und alle 94 Personen an Bord beider Maschinen (79 in der Tu-134 und 15 in der An-26) ums Leben kamen.

## Beteiligte Maschinen
An dem Unfall beteiligt waren zwei Maschinen, eine Tupolew Tu-134 der Aeroflot und eine Antonow An-26 der Luftstreitkräfte der Sowjetunion.

### Tupolew Tu-134 der Aeroflot
Bei der betroffenen Maschine handelte es sich um eine 1975 gebaute Tupolew Tu-134A, welche im staatlichen Flugzeugwerk Nr. 135 in Charkiw endmontiert wurde und die Werknummer 23253 sowie die Modellseriennummer 28-01 trug. Die Maschine wurde am 20. Februar 1975 neu an die estnische Abteilung der Aeroflot ausgeliefert und von ihr mit dem Luftfahrzeugkennzeichen CCCP-65856 zugelassen. Das zweistrahlige Kurzstrecken-Schmalrumpfflugzeug war mit zwei Turbofantriebwerken des Typs Solowjow D-30 ausgestattet. Bis zum Zeitpunkt des Unfalls hatte die Maschine 18.548 Betriebsstunden absolviert, auf die 12.306 Starts und Landungen (= Flugzyklen) entfielen.

#### Insassen
Den innersowjetischen Linienflug hatten 73 Passagiere, darunter 65 Erwachsene und acht Kinder angetreten. Es befand sich eine sechsköpfige Besatzung an Bord der Maschine. Flugkapitän war der 53-jährige Nikolai Iwanowitsch Dimitrijew, Erster Offizier W. N. Djakin, Navigator O. B. Dykucha und Flugingenieur W. A. Potapow. In der Kabine des Flugzeugs waren die zwei Flugbegleiterinnen S. W. Sergejewa und Ju. S. Kutschinskaja im Einsatz.

### Antonow An-26 der Sowjetischen Luftstreitkräfte

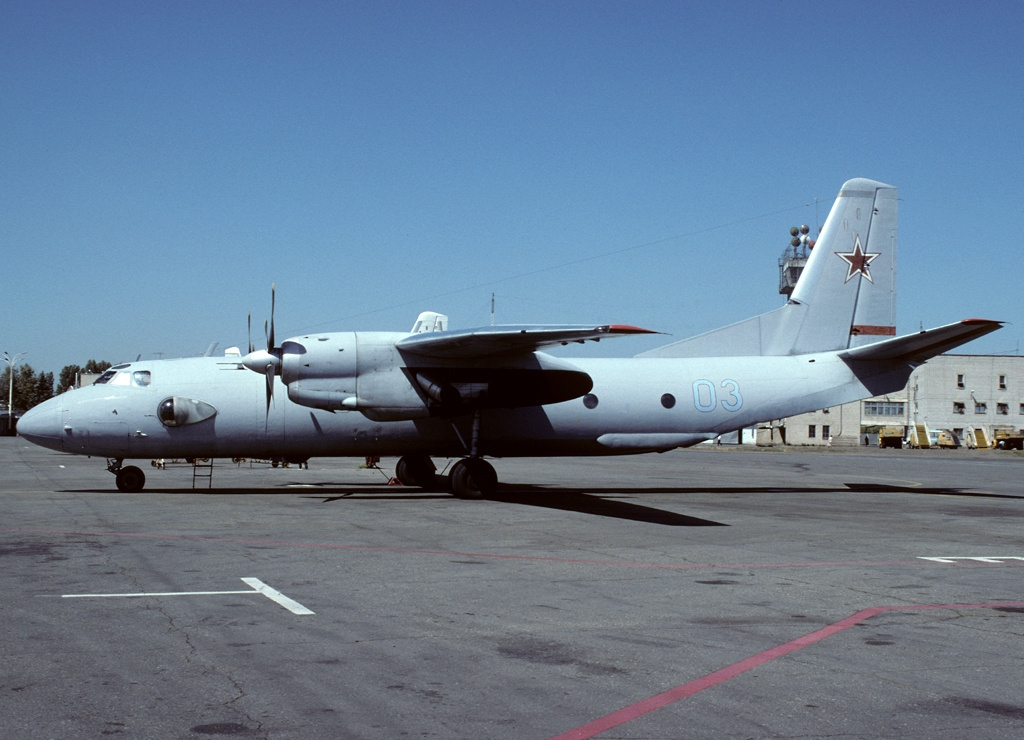
Antonow An-26 der Luftstreitkräfte der Sowjetunion

Bei der zweiten betroffenen Maschine handelte es sich um eine 1980 gebaute Antonow An-26 mit der Modellseriennummer 95-06 die im Werk Nr. 473 am Flughafen Kiew-Hostomel endmontiert wurde. Die Maschine wurde nach ihrer Fertigung neu an die Luftstreitkräfte der Sowjetunion ausgeliefert und von ihr mit dem militärischen Luftfahrzeugkennzeichen 101 rot betrieben, wobei sie als Funkrufzeichen das sowjetische Luftfahrzeugkennzeichen CCCP-26492 trug. Das zweimotorige militärische Transportflugzeug war mit zwei Turboproptriebwerken des Typs Iwtschenko AI-24 ausgestattet und hatte 1756 Betriebsstunden absolviert, auf die 2346 Starts und Landungen (= Flugzyklen) entfielen.

#### Insassen
An Bord der Maschine befanden sich eine sechsköpfige Besatzung und neun Passagiere. Flugkapitän war Oberstleutnant Juri Petrowitsch Schischkowski. der über mehr als 5000 Flugstunden Erfahrung verfügte. Erster Offizier war der 22-jährige Leutnant Waleri Walerjewitsch Bykowski. Der Sohn des Kosmonauten Waleri Bykowski hatte über 500 Flugstunden absolviert. Navigator der Maschine war W. W. Kollomijez, Flugingenieur war W. I. Schapowalow. Als weiterer Flugingenieur befand sich R. S. Korejba und als Bordfunker L. W. Bubanow an Bord. An Bord des Flugzeugs befanden sich als Passagiere die oberste Führung des Militärbezirks Karpaten (PrikWO) der Luftstreitkräfte, darunter der Oberbefehlshaber Generalmajor der Flieger Jewgeni Iwanowitsch Krapiwin, das Mitglied des Militärrats des Bezirks, Generalmajor Wiktor Michailowitsch Dozenko, sowie der Stabschef S. A. Wolkow. Ebenfalls im Flugzeug befanden sich die beiden Söhne von Jewgeni Krapiwin (Alexander und Andrej) sowie Natalja Gromowa, die Frau des späteren Kommandeurs der 40. Armee, Boris Wsewolodowitsch Gromow.

## Unfallhergang
Nach einem Flug aus Tallinn, der um 10:38 Uhr Ortszeit gestartet und ohne besondere Vorkommnisse verlaufen war, näherte sich die Aeroflot-Maschine dem Flughafen Lwiw und die Piloten erhielten die Freigabe zum Sinkflug von 4800 Metern auf 4.200 Meter. Die Besatzung wurde darüber in Kenntnis gesetzt, dass sich in unmittelbarer Umgebung eine Antonow An-26 befand, die um 12:02 Uhr Ortszeit vom Flughafen Lwiw-Sknyliv gestartet war und einen Steigflug auf 3900 Meter durchführte. An diesem Tag war das Wetter über Lemberg bewölkt, mit einer Obergrenze von 5–6 Kilometern. Um 12:05:45 Uhr kontaktierte die Besatzung von Flug 8381 (Tu-134A) die Flugsicherungszentrale Lemberg und meldete das Eintreten in die Zone auf Flugfläche FL255 (7750 Meter). Um 12:12 Uhr Ortszeit erhielt die Besatzung der Tu-134 die Freigabe zum weiteren Sinkflug auf unter 4200 Meter. Um 12:13 Uhr sahen sich die Besatzungen der Flüge SU-8381 und UdSSR 101 durch Lücken in den Wolken und drehten scharf nach rechts. Aufgrund des geringen Abstandes kollidierten die Flugzeuge jedoch um 12:13:26 Uhr, während sie in 3900 Metern Höhe durch die Wolken flogen. Die Maschinen gingen dann in einen Sturzflug über und stürzten auf einem offenen Feld nahe der Stadt Solotschiw, etwa 60 Kilometer östlich von Lwiw, ab. Beide Maschinen wurden vollständig zerstört, alle 94 Insassen kamen ums Leben.

## Ursache
Die Unfalluntersuchungskommission stellte fest, dass die Besatzungen beider Flugzeuge über ein ausreichend hohes Ausbildungsniveau verfügten, um sicherzustellen, dass sie Flugaufgaben unter diesen Bedingungen ausführen konnten, und dass daher das Ausbildungsniveau der Piloten nicht die Ursache der Katastrophe war. Die funktechnischen Mittel zur Unterstützung von Flügen des Lemberger Flugsicherungszentrums waren einsatzbereit.
Die Untersuchung ergab jedoch Fehler in der Arbeit der Fluglotsen. Als Hauptursache der Katastrophe wurde die schlechte Kontrolle der Flugzeuge durch die Fluglotsen festgestellt. Diese habe zu einer Kollision geführt. Als Hauptverantwortlicher wurde der Fluglotse P. A. Sawtschuk identifiziert, der verantwortlich für den Sektor war, in dem sich die Kollision ereignete. Als das An-26-Flugzeug eine Höhe von 3900 Metern erreichte und sich mithilfe von Radarkontrollgeräten dem östlichen Teil des Kontrollzentrums näherte, ermittelte er falsch die tatsächliche Entfernung des Flugzeugs und übertrug die Kontrolle darüber an einen benachbarten Fluglotsen. Als er die Sicherung des Fluges der Tu-134 übernahm, informierte er die Tu-134-Besatzung trotz der Anwesenheit eines entgegenkommenden Flugzeugs, das sich 10 Kilometer entlang der Strecke befand, nicht über die aktuelle Luftsituation. Sawtschuk habe der Besatzung der Tu-134 die Freigabe zum weiteren Sinkflug gegeben, obwohl er die genauen Positionen der beiden Maschinen nicht kannte. Dies führte dazu, dass die Tupolew zu weit sank und die Flugbahn der An-26 schnitt.
Auch dem für den Sektor zuständigen Vorgesetzten Alexander Kwaschnin wurde der Vorwurf gemacht, er habe den Betriebsabläufen nicht genügend Aufmerksamkeit geschenkt und sei nicht in der Lage gewesen, einen möglichen Konflikt rechtzeitig zu erkennen. Dadurch sei er nicht in der Lage gewesen, Korrekturmaßnahmen einzuleiten und seinem Kollegen zu helfen.
So habe er den Verkehrsleitradar-Disponenten von seinem Platz entlassen und dem Verkehrsleitdisponenten erlaubt, diesen Platz zu besetzen. Dadurch sei er nicht in der Lage gewesen, korrigierende Maßnahmen zur Gewährleistung der Flugsicherheit einzuleiten und seinem Kollegen zu helfen. Sawtschuk selbst hatte zuvor als Pilot gearbeitet, wurde jedoch mit 48 Jahren in den Ruhestand versetzt und besuchte deshalb das Ausbildungszentrum in Uljanowsk, wo er eine Umschulung zum Fluglotsen absolvierte und nach einem zweimonatigen Kurs im September 1984 selbständig arbeiten durfte. Aufgrund der Untersuchungsergebnisse wurden seine Qualifikationen und seine praktische Berufserfahrung als ungenügend eingestuft. Zwei Wochen nach seiner Inhaftierung wurde Sawtschuk in seiner Gefängniszelle tot aufgefunden.